# Schloss Rossatz
Das Schloss Rossatz ist ein Renaissance-Schloss in der Gemeinde Rossatz-Arnsdorf im Bezirk Krems-Land in Niederösterreich. Es steht unter Denkmalschutz.

## Geschichte
Kaiser Karl der Große schenkte Anfang des 9. Jahrhunderts dem niederbayrischen Kloster Metten Gebiete im Raum Rossatz. 985 wurde die Herrschaft Rossatz von den Ungarn zurückerobert.
Im 11. Jahrhundert kam Metten als Eigenkloster an die Babenberger, die zuvor Vögte des Klosters waren. Sie nahmen damit die Burg Rossatz zu eigen. Rossatz war lange der einzige landesfürstliche Besitz in der Wachau. König Ottokar II. Přemysl belehnte Albero V. von Kuenring mit der Herrschaft. Die Witwe von Leutold I. von Kuenring-Dürnstein verkaufte es an Reinprecht I. von Walsee.

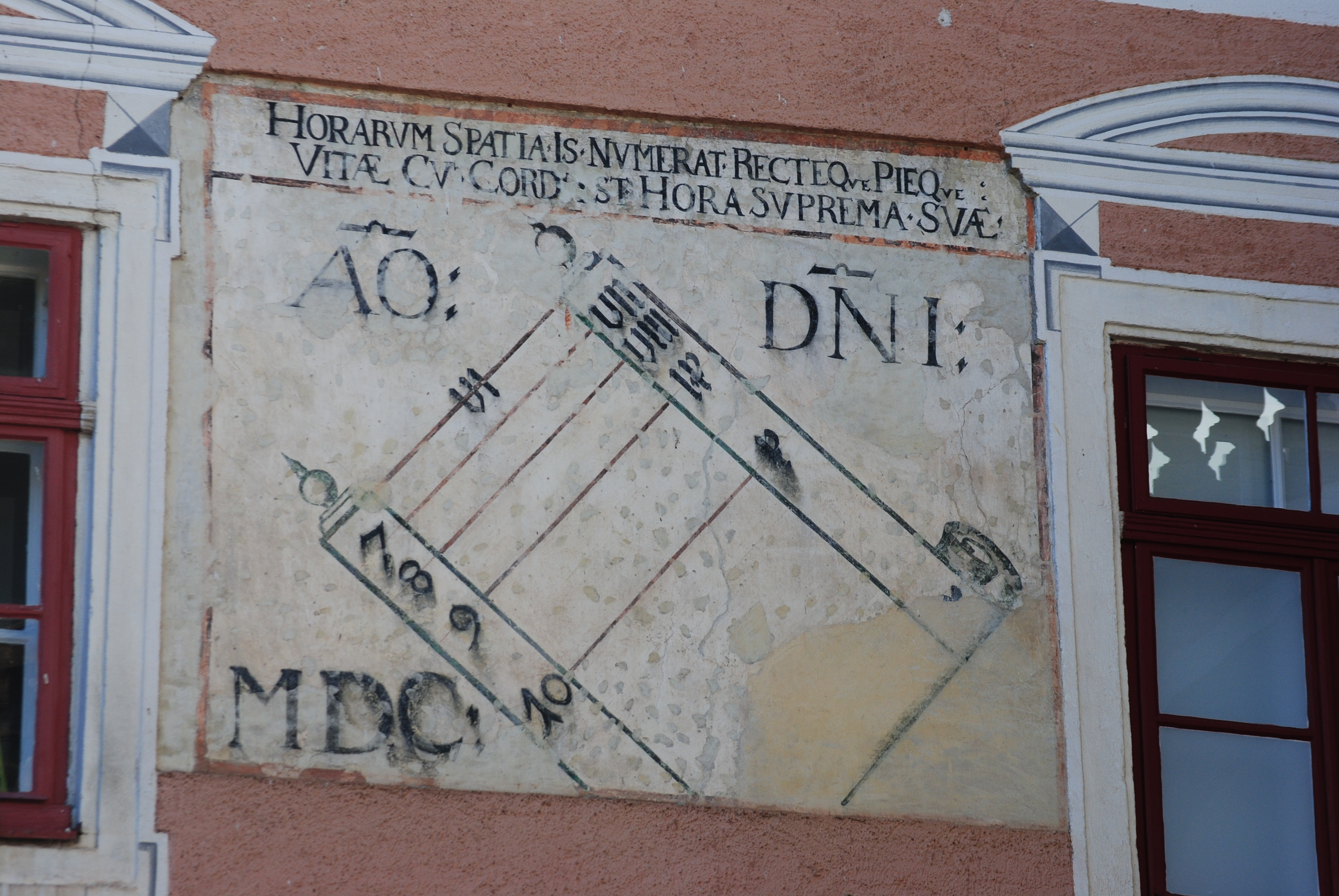
Sonnenuhr

1462/64 kam es als freies Eigentum an die Herrn von Spaur. Weitere Besitzer waren ab 1547 die Kirchberger, ab 1578 die Aspan, 1581 die Geymann, 1663 die Lamberg, 1755 die Mollart. 1768 kam Rossatz an die Grafen Schönborn-Buchheim, die es mit ihrer Herrschaft Mautern vereinigten. Seit 1859 ist es im Besitz der Guts- und Waldgenossenschaft Rossatz (der heutigen Agrargemeinschaft Rossatz). 1989 wurde es restauriert.

## Beschreibung
Das Schloss liegt am Kirchenplatz.

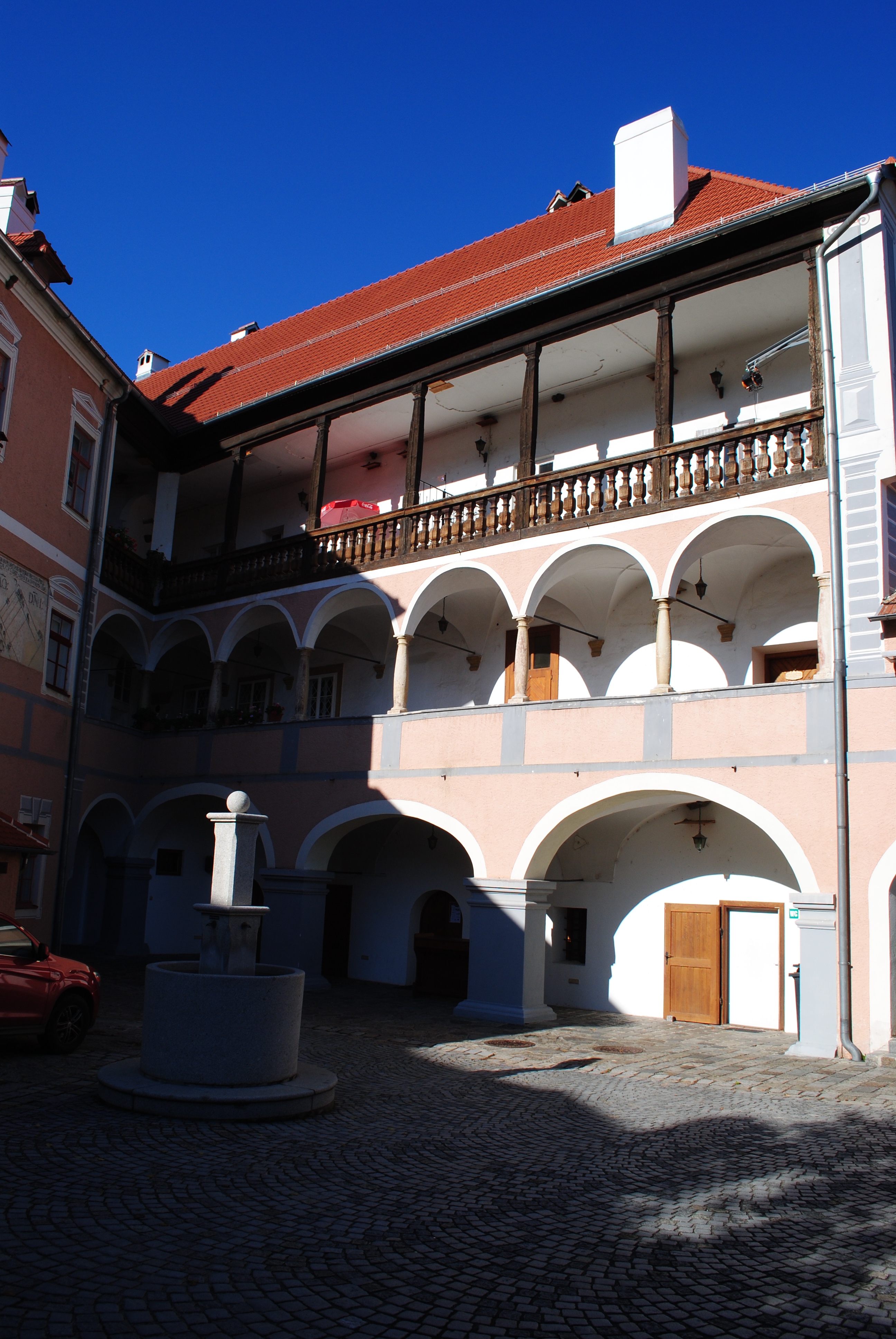
Arkaden

Der dreigeschoßige zweiflügelige Bau ist an der Straßenseite einmal abgewinkelt und stark in die übrige Bebauung des Kirchenplatzes einbezogen. Die Außenfront mit regelmäßigen, teilweise als Scheinarchitektur aufgemalten Fensterachsen ist durch die Jahreszahl 1582 datiert und zeigt als Rest der Renaissancedekoration den Teil eines Sgraffitobandes.
Der dreieckige Innenhof ist hakenförmig von zwei Gebäudeflügeln begrenzt. Beide Flügel sind gleich lang. Jener an der Nordseite zeigt dreigeschoßige, aber verschiedenartige Arkaden, die mit einem Bogen auf den Haupttrakt übergreifen. Der Haupttrakt zeigt hofseitig eine aufgemalte Sonnenuhr, die mit 1600 datiert ist.
Der mittelalterliche Baubestand dürfte dem Schlossbau des späten 16. Jhs. zum Opfer gefallen sein.